# Stamhertogdom

Het Heilige Roomse Rijk rond 1000
----
stamhertogdom Saksen
Neder-Lotharingen
Opper-Lotharingen
hertogdom Franken
hertogdom Zwaben
hertogdom Beieren

Een stamhertogdom is een titel van hertog, verkozen of zelfbenoemd, als hoofd van een bepaalde volksstam. Met hertogdom kan niet alleen de titel maar ook het gebied bedoeld worden.
Waarschijnlijk gaan de stamhertogdommen terug op pogingen van plaatselijke adellijke machthebbers om zich in hun stamgebied te promoveren tot een soort koning, onderkoning of hertog. Daarmee konden de stamverbanden beter behouden blijven en getoond worden in vooral de tijd van de Grote Volksverhuizing. Men onderscheidde in het bijzonder in Duitsland een vijftal stamhertogdommen, oorspronkelijk uitgaande van de grotere Germaanse stammen die zich in de vroege middeleeuwen blijvend gevestigd hadden in het gebied dat ongeveer met het huidige Duitsland overeenkomt.
Karel de Grote probeerde al deze titels op te heffen of in zijn persoon te verenigen. Maar hun macht bleek uiteindelijk zo groot dat de latere Duitse koningen (keizers) deze (weer) moesten erkennen. Dit gebeurde door de bevestiging van de titel en de erkenning van hun waardigheid als hertog. Daardoor was de status redelijk gewaarborgd: van onderuit door de aangesloten edelen, van bovenaf door de koning. Nochtans bleek de territoriale autoriteit nooit volledig, vooral tegenover de macht van sommige graven. Tot in de 11de eeuw waren de stamhertogdommen min of meer afhankelijk van de centrale koninklijke autoriteit en dienden ze voor eventuele concurrerende koningskandidaten als machtsbasis.
Stamhertogdommen in het Oost-Frankenrijk of Duitsland:
- hertogdom Franken, het land van de Franken
- hertogdom Saksen, het land van de Saksen
- hertogdom Beieren, het land van de Bajuwaren
- hertogdom Zwaben, het land van de Sueben of de Alemannen

Het hertogdom Thüringen, het land van de Thüringers, was voor de komst van Karel de Grote al opgedeeld geraakt tussen Franken en Saksen, en deze titel werd nadien niet meer gevoerd.
- later overgenomen uit het Middenrijk: het hertogdom Lotharingen, het land van Lotharius (II) – deze naam verwijst dus niet meer naar de naam van een volksstam.